# Libor Honzárek
Libor Honzárek (* 14. března 1963 Havlíčkův Brod) je český politik a stavební technik, od roku 2002 zastupitel města Havlíčkův Brod (z toho v letech 2006 až 2010 a opět od roku 2014 místostarosta města), člen TOP 09.

## Život
Vystudoval pozemní stavitelství na Střední průmyslové škole stavební akademika Stanislava Bechyně v Havlíčkově Brodě. Po absolvování dvouleté základní vojenské služby v Olomouci začal v roce 1984 pracovat jako mistr stavební výroby v podniku Zemědělské stavby. Později byl zaměstnaný jako stavební technik v Agropodniku Havlíčkův Brod. V letech 1992 až 1997 působil jako jednatel a společník projekčně-geodetické firmy GEONOVA, od roku 1997 pak podnikal v oblasti projektování staveb. V letech 2001 až 2009 byl členem představenstva akciové společnosti S M P.
V souvislosti se svým politickým angažmá po roce 2002 se stal členem dozorčí rady firmy Městská bytová správa HB (2003 až 2005), členem správní rady obecně prospěšné společnosti Pavučina Vysočiny (2003 až 2006) a členem dozorčí rady Měšťanského pivovaru Havlíčkův Brod (2004 až 2006). V letech 2006 až 2010 figuroval ve statutárních orgánech akciové společnosti HC REBEL a mezi roky 2007 až 2009 byl členem dozorčí rady Havlíčkobrodské nemocnice.
V letech 2007 až 2010 byl společníkem ve firmě h3 architektonický ateliér (jeho majetková účast byla 50 %). Doplnil si také vysokoškolské vzdělání oborem mezinárodní vztahy a evropská studia na Metropolitní univerzitě Praha (získal titul Bc.). Působí ve statutárních orgánech Sdružení historických sídel Čech, Moravy a Slezska. Věnuje se též regionálně průvodcovské činnosti.
Je ženatý a má dvě děti – syna Davida a dceru Anetu.

## Politické působení
Politicky se angažuje od roku 1989, kdy se stal členem místního Občanského fóra. V komunálních volbách v roce 1994 kandidoval jako nestraník za ODA na kandidátce subjektu "Sdružení ODA, SPŽR, NK" do Zastupitelstva města Havlíčkův Brod, ale neuspěl. Nepovedlo se mu to ani jako nezávislému ve volbách v roce 1998. Uspěl až jako nezávislý na kandidátce "SNK - Broďáci" ve volbách v roce 2002. Na konci května 2005 byl zvolen radním města a v květnu 2006 se stal místostarostou. Ve volbách v roce 2006 obhájil mandát zastupitele města, když jako nestraník vedl kandidátku SNK-ED. V listopadu 2006 byl navíc zvolen 1. místostarostou města. Také ve volbách v roce 2010 obhájil mandát zastupitele města, tentokrát vedl jako nestraník kandidátku TOP 09. Ve vedení města zůstal, avšak jako uvolněný radní pro územní plán a rozvoj města.
V roce 2011 vstoupil do TOP 09. Ve straně je předsedou Místní organizace TOP 09 Havlíčkův Brod, členem výboru Regionální organizace TOP 09 Havlíčkobrodsko a členem předsednictva Krajského výboru TOP 09 Vysočina. V komunálních volbách v roce 2014 byl z pozice lídra kandidátky TOP 09 již po čtvrté zvolen zastupitelem města a v listopadu 2014 též místostarostou.
V krajských volbách v roce 2008 kandidoval jako nestraník za SNK-ED do Zastupitelstva Kraje Vysočina, ale neuspěl. Neuspěl ani ve volbách v roce 2012 jako člen TOP 09 na kandidátce "TOP 09 a Starostové pro Vysočinu". V krajských volbách v roce 2016 byl lídrem společné kandidátky TOP 09 a SZ v Kraji Vysočina, ale neuspěl a do zastupitelstva se nedostal.
Třikrát se též pokoušel dostat v Kraji Vysočina do Poslanecké sněmovny PČR – v roce 2006 jako nestraník za SNK-ED, v roce 2010 jako nestraník za TOP 09 a v roce 2013 jako člen TOP 09 – ale ani jednou neuspěl.